# София – ден и нощ
„София – ден и нощ“ е реалити сериал за живота в големия град, излъчен в България. Той е по лиценз на германската поредица на RTL2 „Berlin-tag und nacht“. Излъчва се по Нова Телевизия и Кино Нова. Първият епизод е на 29 септември 2015 от 22:00 часа. В България продуцент на „София – ден и нощ“ е „Hidalgo Productions". Със своите 574 излъчени епизода, „София – ден и нощ“ е най-дългият български сериал.
Сериалът в България приключва на 8 март 2019 г. с 574 епизода, оригиналната му версия в Германия продължава и до днес с над 3350 излъчени епизода.

## Версии в различни държави
- Германия: Berlin – Tag und nacht (оригинал)
- Франция: Paris – Jour et Nuit
- Словакия: Bratislava – Deň a noc
- Унгария: Éjjel–Nappal Budapest
- Австрия: Wien – Tag und nacht
- Русия: Москва – День и ночь
- Украйна: Киïв – вдень та вночі
- Сърбия: Beograd – dan i noć

## Сюжет
Сериалът проследява животът на младите хора в София. В центъра му е квартирата на Боби, която е дом и на ред други колоритни и различни хора. В началото това са само приятели на Боби, впоследствие идват нови и непознати хора, а някои си тръгват. Работа, любов, приятелство, скандали, изневери, разочарования, купони- всичко това е ежедневие за съквартирантите.

## Актьорски състав
| Герой                | Актьор                 | Във връзка със                               | Информация | Епизоди, в които участва    |
| -------------------- | ---------------------- | -------------------------------------------- | --- | --------------------------- |
| Боби, Борислав 9/10  | Мимо Ченков            | Марина, Лили, Ася, Миленита                  | Автомонтьор; собственик на автосервиз, заведение, хостел, съдружник в спортна зала; баща на Симона; брат на Калина. Бивш рокер, преустроил жилището си в квартира, в която дава подслон на приятели и техните приятели срещу символичен наем. Напуснал семейството си рано и в резултат пропуска цялото детство на Симона- нещо, което цял живот му тежи. Заминава за Африка като доброволец. | 1 – 490                     |
| София 7/10           | Валерия Иванова        | Димо                                         | Приятелка на Боби; води счетоводството в неговия автосервиз; барман в бара; управител на хостела; певица. Бисексуална. Има връзка с Димо. От малка сама се грижи за по-малките си брат и сестра, тъй като майка им е алкохоличка. Отказва се от музикалната си кариера и се прибира в родния Пазарджик, за да се грижи за болната си майка. | 1 – 236                     |
| Коко, Никола 9/10    | Крис Ненков            | Ани, Камелия, Радостина, Йоана, Ванина, Фани | Мързеливец, родом от Берковица. Глезльо, който никога не работи и все се скатава в домакинството, но винаги е готов за далавери. Сред дейностите му са да продава мекици на улицата без лиценз; започва да отглежда копринени буби, които в крайна сметка се оказват обикновени гъсеници; отива да работи в цирка, откъдето краде коза; снима се в няколко филма- в първия играе труп, във втория за малко не се удавя след скок в басейн, в третия трябва да целуне жаба; отива в манастир, откъдето бързо се връща и започва да се прави на свещеник, като "осветява" коли по светофарите, прави изповедалня в квартирата и оженва двойка в парка за 100 лв; продава чорапогащници с хормони, които привличат мъжете; донор на сперма. Отглежда пор на име Порфавор. С каквото се и да се захване, се превръща в пълен провал. Съквартирантите му често се шегуват с него и често му устройват капани. | 1 – 574                     |
| Дани Даниел 8/10     | Димитър Илков          | Рая, Симона, Сабина, Галя, Михаела, Лора     | Фотограф; бивш маркетинг директор във фирмата на Бранко; бивш фитнес инструктор; донжуан. Брат на Стела. | 1 – 574                     |
| Рая Рая 8/10         | Михаела Павлова        | Дани,Светлин                                 | Танцьорка по модерни танци; бивша барманка в бара на Боби. Най-голямата любов на Дани. Заминава за Лондон. | 1 – 164 344                 |
| Сабина Сабина 1/10   | Радостина Владимирова  | Марио, Дани.                                 | Сервитьорка; управител на бар в центъра. Безнадеждно влюбена в Дани. Заминава си за Златоград,след като е изгонена от квартирата,затова че проваля сватбата на Дани и Рая. | 1 – 74 159 – 164            |
| Поли Павлина 8/10    | Александрина Янкова    | Марио,Станимир                               | Типичната кифла, мечтателка за велика музикална кариера; бивш участник в X factor. Напуска квартирата и заминава за Лондон, за да стане певица. | 1 – 51                      |
| Митко, Димитър 10/10 | Кристиян Кирилов       | Ирина,Надя, Ана – Мария, Стефания,Зара       | Роден в Свиленград; охранител в бара на Сашо; разносвач на пици; пицар; автомонтьор в сервиза на Боби, впоследствие в този на Лазар. Най-добър приятел на Коко, често му се връзва на безумните идеи и се забъркват в комични ситуации. Избягал от жена си Ирина. Син на леля Мария. | 1 – 15 46 – 574             |
| Ася                  | Калина Шопова          | Боби,Лъчезар                                 | учител по анлгийски в школа. Бивша приятелка на Боби. Разделят се заради това, че тя му изневерява с писател,след като разбира, че не могат да имат дете, поради стерилността на Боби. | 208 -391                    |
| Калина               | Нериман Налбантова     | Ясен,Илия                                    | сестра на Боби. Юрист, работила в Белгия; управител на хостела. Впоследствие става адвокат. Тя е добра и мила жена, дружелюбна с всички.Съквартирантите ѝ я харесват. | 244 – 574                   |
| Михаела              | Елизабет Фейм          | Дани,Радо                                    | родена в Пловдив; занимава се с благотворитнелност и различни арт проекти.Запознава се с Дани в Прага и се разделят ,защото той ѝ изневерява с Лора. | 238 -303 322 – 574          |
| Ана – Мария          | Ана – Мария Чернева    | Митко, Сашо                                  | Крупие в казино; влюбена в Митко, но става гадже на Сашо, с което предизвиква вражда между тях. Накрая напуска и двамата и се връща в родния си град. | 148 – 241                   |
| Стефи, Стефания      | Бояна Генова           | Марио, Митко                                 | Стюардеса, сестра на Джулия; фотомодел; има син, който живее при осиновители. Напуска Митко и квартирата и заминава за Канада при сина си. | 204 -474                    |
| Аглика               | Мишел Сърчаджиева      | Найден, Филип                                | бивша гимнастичка; барман в бара на Боби; инструктор в залата на Боби, гадже на Найден в периода, когато той прекъсва връзка с Теодора заради бившият ѝ приятел. | 259 – 405                   |
| Джулия               | Теди Цветкова          | Марио                                        | шеф на барманите в бара на Сашо. Сестра на Стефания. Най-голямата любов на Марио. | 185 – 574                   |
| Марио                | Адриан Зурков          | Галя, Поли, Сабина,Теди, Стефания, Джулия    | роден в Горна Оряховица; бивш комарджия; бивш барман в бара на Сабина; бивш управител на хижа в планината; барман в бара на Сашо. Баща му е алкохлик, не познава майка си. Избухлив, често се бие. Известен женкар от самото начало, впоследствие се влюбва в Теди, но не може да избяга от пороците си и изневерява,поради което се разделят. Запознава се с Джулия и тотално се променя. Става верен и много я обича. Филип го изкушава да изкара леки пари, като се ожени фиктивно за чужденка, което се оказва грешка, която за малко да струва живота му. | 1 – 574                     |
| Найден               | Виторио Йорданов       | Теди, Аглика,                                | студент в Технически университет. Барман в бара на Боби; рецепционист в хостела. Занимава се с компютри. Разработва приложение, което става много успешно, но неговият съдружник му го краде. Гадже на Теодора. | 182 – 574                   |
| Симона               | Калина Иванова         | Асен, Траян                                  | Дъщеря на Боби и Марина; Непокорна, дива; В началото ученичка, живее ту при майка си, ту при баща си, влюбена в Дани, лъже го, че е бременна, което за малко не разваля приятелството между Боби и Дани. През цялото това време Асен много я обича и винаги ѝ помага. Заминал за Америка,той се връща заради нея и лека полека я вкарва в пътя. Тя разбира, че той я обича най-много и се жени за него. Собственичка на наргиле бар заедно с Асен. | 1 – 574                     |
| Асен                 | Халед Канхуш – Еди     | Симона, Райна                                | Боксьор, мъж на Симона. Добро момче,отраснал в трудна среда за живеене. Запознава се със Симона в училище, той е по-голям от нея, вече завършил и заминал в Америка. Връща се от любов към нея,решен да я спечели. Има по-малка сестра, която той обожава, но пастрокът му (баща на момиченцето) е ужасен човек и той го ненавижда. Принципно и честно момче, винаги мисли разумно. Собственик на наргиле бар заедно със Симона. | 3 – 574                     |
| Цвети, Цветелина     | Северина Нейкова       | Матей,Оги                                    | Много близка приятелка от детството на Асен, впоследствие на Симона и тяхна кума. Певица. | 76 – 574                    |
| Оги, Огнян           | Денис Михайлов         | Габи, Цвети, Ани                             | Пристига в София, като студент по медицина. Скаран с родителите си, заради сексуалната си ориентация(всъщност той влиза в сериала като гей) се нанася в квартирата на Симона, Габи и Цвети. Постепенно се влюбва в Габи и се променя. Когато Габи напуска квартирата, той се сближава с Цвети и постепенно стават двойка и кумове на Симона и Асен. Вече завършил,започва работа като лаборант в лабораторията,в която работи Ани и,с която се сближава. Цвети разбира за близостта им и го зарязва, а той заживява с Ани под един покрив. | 187 – 573                   |
| Галя                 | Калина Кузманова       | Бранко, Дани,Драго Жоро-Италианецът          | бивш фотомодел; рецепционист в хостела; организатор на агенция за фотомодели; ивент мениджър в бара на Жоро Италианеца; добродушна и състрадателна, споделя жилището си с напуснали съквартиранти от квартирата на Боби. Най-добра приятелка на Стела и Зара. | 26 – 574                    |
| Стела                | Михаела Василева       | Марио,Лазар,Григор, Юлиян                    | сестра на Дани, бивша наркоманка; бивш управител/PR в бара на Сашо; членувала в секта; бивша продавачка в бутик. Гадже на Лазар. Запалена по дрифтове с коли. Работи в сервиза на Лазар. Най-добра приятелка на Зара и Галя. | 12 – 574                    |
| Зара                 | Михаела Ван Тап        | Дани, Юлиян, Иван, Митко                     | Фантазьорка от Варна; полу-виетнамка, братовчедка на Денис собственик на галерията, която наемат Дани и Рая, покрай него се запознава със Стела и стават най-добри приятелки. Влюбва се в Дани, който без да знае и на пияна глава ѝ отнема девствеността, което я прави параноична спрямо него. Постоянно го преследва с мисли, че тя е единствената за него. Впоследствие се осъзнава и се примирява, дори заживява в приятелство с Галя, една от жените, които Дани е обичал. Работи в корейски ресторант. Гадже на Митко. Най-добра приятелка на Стела и Галя. | 165 – 311 314-574           |
| Драго                | Хосе Мансо             | Марго,Галя                                   | рецепционист в хостела; баща на дете в Испания | 28-381                      |
| Марина               | Елена Алекси           | Боби, Божидар                                | Майка на Симона и бивша съпруга на Боби; работила в общината, впоследствие става дизайнер. Властна жена, често е в лошо настроение и се кара на Симона. | 2 -574                      |
| Лора                 | Анита Гъркова          | Дани                                         | Приятелката на Дани от Австралия. Каскадьор. | 507 – 574                   |
| Леля Мария           | Мери Севова            |                                              | Майката на Митко и сестра на леля Гинче. Типичната свекърва, която не приема съвременните млади и винаги ги поучава. Често се появява в квартирата без предупреждение, но винаги носи баници и друга вкусна домашна храна. Оказва се, че е родила Митко преди брака- нещо, от което много я е срам. | 8 – 574                     |
| Ясен                 | Виктор Каменов         | Калина                                       | Планинар | 256 – 574                   |
| Лео                  | Лео Кадели             |                                              | Бизнесмен | 379 – 416                   |
| Теди                 | Карина Николова        | Марио,Найден                                 | Родена в Бургас, пристига в квартирата и започва работа като DJ в бара на Сашо. Влюбва се в Марио и двамата наемат планинска хижа, която да управляват. Впоследствие се разделят и тя се запознава с Найден, но се налага да се прибере в Бургас след смъртта на баща си и поема бизнеса му. Завръща се отново в квартирата и става треньор по ориенталски танци. | 60 – 245 352 – 356 408 -574 |
| Сашо, Александър     | Димитър Петров         | Ана – Мария, Диляна                          | Управител на бара на Жоро италианеца и най-довереният му човек; живее в лукс; любовта на живота му е кучето Яна (френски булдог); колекционира шарени чорапи. Замесва се с мафията,покрай сделка с крадени коли, което за малко да струва живота му. Митко и Боби го спасяват. | 1 – 574                     |
| Жоро италианеца      | Стефан Раденков        | Галя                                         | Собственик на верига заведения и нощни клубове, наследствен гангстер; оглавява канал за трафик на жени в чужбина; една от държанките му е червенокосата Марго, която тайно ражда син от него и се страхува да му каже, но впоследствие той разбира за това. | 266 – 574                   |
| Лазар                | Жори Руменов           | Стела                                        | Бивш наркоман. Собственик на автосервиз, за който баща му го спонсорира. Шеф на Митко. Гадже на Стела. | 208 – 245 377 – 573         |
| Филип                | Миро Димитров          | Аглика, Съни, Настя                          | Бивш затворник и брат на Михаела. Двамата с Марио измислят схема да източват заложни къщи. Впоследствие се занимават с уредени бракове. Работи в бара на Сашо. | 355 – 574                   |
| Христо               | Радостин Цонев         |                                              | Баща на Кети; приятел на Боби и хазяин на квартирата след заминаването му. През 90-те години спасява живота на Боби след катастрофа, в която загива съпругата му и майка на Кети. Лежал в испански арест, след като намират наркотици в камиона му, впоследствие оневинен. Таксиметров шофьор; пицар. Мечтае да открие собствена пекарна. | 450 – 574                   |
| Кети                 | Борислава Христова     | Самуил                                       | Дъщеря на Христо,родена в Благоевград; ученичка; сервитьорка в бара на Симона и Асен. Запален геймър. Преди години родителите ѝ и Боби са преживели автомобилна катастрофа,в която е загинала майка ѝ. Появява се в квартирата, когато баща ѝ е арестуван и тя няма при кого да отиде. Отговорно и добро момиче. Мечтае да стане разработчик на компютърни игри. | 422 – 574                   |
| Радо                 | Кирил Стоянов          | Михаела                                      | Новият приятел на Михаела | 552-574                     |
| Ани; Фани            | Патриция Викторова     | Коко,Оги                                     | Приятелка на Коко. Работи в сладкарница, има дете, което се казва Маринчо. След години среща Коко случайно, но му се представя като Фани и го лъже, че е близначка на Ани. Впоследствие работи в лаборатория,където се запознават с Оги. | 22 – 47 383 – 573           |
| Вики;Виктория        | Александрина Чальовски | -                                            | Сестра на Асен;Живее тежък живот в семейството си,в което баща й тормози майка й.Вики харесва Симона. |                             |

## Интересни факти
- Квартирата на Боби се намира на първия етаж на блок, намиращ се до моста Чавдар в София.
- Хостелът се намира на ул. Ангел Кънчев. В момента не работи.
- Ана-Мария е единственият персонаж, който носи името на актрисата, изиграла го. В една от сериите тя казва, че фамилията ѝ е Чернева, както е и в реалния живот.
- В епизодите се появяват някои известни личности, играещи себе си. Това са Драгомир Драганов, Били Хлапето, Прея, Дани Милев, Вензи, Етиен Леви и други.
- Част от актьорите от София ден и нощ участват и в Съдби на кръстопът - друга продукция на Hidallgo, отново излъчвана по Нова телевизия.
- В интериора на квартирата на Боби не се прави нито една промяна за всичките 574 епизода.
- Колата, която Стела и Лора взимат тайно от сервиза на Лазар, за да идат на гонки, е Мерцедес-Бенц SL 65 AMG. Този автомобил е оборудван с 6.5 литров V12 битурбо двигател, развиващ 612 конски сили, а гонката с него е заснета наистина. По времето на снимките цената му е над 250 000 лв.
- В сцената, в която Жоро спасява отвлечената Галя, действително е взривен автомобил BMW 3 серия. Експлозията не е компютърно генерирана.
- В клипа към песента "Моменти" на Графа от 2015 година участват част от героите на София - ден и нощ. Впоследствие тази песен става саундтрак на сериала.
- Барът, в който Марио и Сабина работят заедно в началото на сериала, е култовото столично заведение "Червило". Снимките там се провеждат през 2015 година. Същата година заведението затваря. То има толкова много фенове, че табелата му е продадена на цена 2000 лв.
- Сериалът няма сценарий. На актьорите им се казва само общо сюжетната линия, която ще се снима, а отделните реплики, интонация и т.н. са изцяло тяхна импровизация. Затова на моменти има и доста псувни.
- В една от сцените, в която Митко и Коко са на село да купуват булка на Коко, Коко се вози на трактор John Deere 8 серия. По онова време това е най-големият трактор, произвеждан от John Deere за Европа.